# Équipe d'Angleterre féminine de rugby à XV à la Coupe du monde 2006
L'Équipe d'Angleterre féminine de rugby à XV à la Coupe du monde 2006 termine deuxième de la compétition après avoir été battue par l'équipe de Nouvelle-Zélande  en finale.

## Résultats

### Poule C
L'Angleterre termine première de son groupe, deuxième au classement global et se qualifie pour les demi-finales.
| Rang | Pays       | J | V | N | D | Em | Ee | Bo | Bd | Pm  | Pe | Diff | Pts |
| ---- | ---------- | - | - | - | - | -- | -- | -- | -- | --- | -- | ---- | --- |
| 1    | Angleterre | 3 | 3 | 0 | 0 | 18 | 2  | 2  | 0  | 119 | 16 | +103 | 14  |
| 2    | Australie  | 3 | 1 | 0 | 2 | 11 | 8  | 1  | 1  | 84  | 46 | +38  | 6   |
| 3    | Irlande    | 3 | 1 | 0 | 2 | 7  | 11 | 1  | 0  | 48  | 67 | -19  | 5   |

|  | qualifié pour les demi-finales (no 1). |

### Premier tour
| 31 août 2006 | Angleterre                                                                                        | 18 – 0 (0 – 0) | États-Unis | Ellerslie Rugby Park, Edmonton Arbitre : Lyndon Bray |
| 31 août 2006 | Essai(s) : Oliver (60e), Clark (79e) Transformation(s) : Rae (61e) Pénalité(s) : Rae 2 (50e, 67e) |                |            | Ellerslie Rugby Park, Edmonton Arbitre : Lyndon Bray |
| 31 août 2006 |                                                                                                   |                |            | Ellerslie Rugby Park, Edmonton Arbitre : Lyndon Bray |

| 4 septembre 2006 | Angleterre                          | 74 – 8 (26 – 0) | Afrique du Sud                                   | Ellerslie Rugby Park, Edmonton |
| 4 septembre 2006 | Essai(s) : 12 Transformation(s) : 7 |                 | Essai(s) : Khumalo (62e) Pénalité(s) : Nel (52e) | Ellerslie Rugby Park, Edmonton |
| 4 septembre 2006 |                                     |                 |                                                  | Ellerslie Rugby Park, Edmonton |

| 8 septembre 2006 | Angleterre                                                                   | 27 – 8 (13 – 0) | France                                             | St. Albert Rugby Park, St. Albert Arbitre : JoyGeorge Aayoub |
| 8 septembre 2006 | Essai(s) : Waterman 2 (8e, 34e), Day 2 (44e, 50e) Pénalité(s) : Andrew (15e) |                 | Essai(s) : Horta (71e) Pénalité(s) : Sartini (80e) | St. Albert Rugby Park, St. Albert Arbitre : JoyGeorge Aayoub |
| 8 septembre 2006 |                                                                              |                 |                                                    | St. Albert Rugby Park, St. Albert Arbitre : JoyGeorge Aayoub |

### Demi-finale
| Mardi 12 septembre à Edmonton | Angleterre | 20-14 | Canada |

### Finale
| Dimanche 17 septembre à Edmonton (Stade Commonwealth) | Nouvelle-Zélande | 25-17 (mi-temps : 10-3) | Angleterre |

Arbitre : Simon McDowell (Irl) 
- Nouvelle-Zélande : 4 essais Monalisa Codling (36), Stephanie Mortimer (41), Victoria Heighway (70), Amiria Marsh (79), 1 transformation (37) et 1 pénalité (25) Emma Jensen

- Angleterre : 2 essais essai de pénalité (47), Helen Clayton (76), 1 transformation (48) et 1 pénalité (3) Karen Andrew, 1 transformation (77) Shelley Rae

- Nouvelle-Zélande : Amiria Marsh – Claire Richardson (Hannah Myers, 72), Huriana Manuel, Exia Edwards, Stephanie Mortimer – (o) Anna Richards – (m) Emma Jensen – Rochelle Martin, Linda Itunu (Shannon Willoughby, 58), Melissa Ruscoe – Victoria Heighway, Monalisa Codling - Casey Robertson, Farah Palmer (cap), Diane Maliukaetau

- Angleterre : Charlotte Barras – Danielle Waterman, Sue Day, Kim Oliver (Amy Turner, 77), Kim Shaylor – (o) Karen Andrew (Shelley Rae, 67) – (m) Joanne Yapp (cap) – Georgia Stevens, Margaret Alphonsi, Catherine Spencer (Helen Clayton, 72), – Jenny Sutton, Jenny Lyne (Tamara Taylor, 61), – Rochelle Clark, Amy Garnett, Vanessa Gray (Vanessa Huxford, 63)

## Statistiques

### Meilleurs marqueurs d'essais
1. Sue Day : 6 essais
2. Charlotte Barras : 3 essais
3. Rochelle Clark, Nicky Crawford, Danielle Waterman : 2 essais
4. Rachel Burford, Helen Clayton, Kim Oliver, Shelley Rae, Selena Rudge, Kim Shaylor, Joanne Yapp, essai de pénalité : 1 essai

### Meilleures réalisatrices
1. Shelley Rae : 31 points
2. Sue Day : 30,
3. Karen Andrew, Charlotte Barras : 15,
4. Rochelle Clark, Nicky Crawford, Danielle Waterman : 10,
5. Rachel Burford, Helen Clayton, Kim Oliver, Selena Rudge, Kim Shaylor, Joanne Yapp, essai de pénalité : 5.

## Composition
Les joueuses ci-après ont joué pendant cette coupe du monde 2006. Les noms en gras désignent les joueuses qui ont été titularisées le plus souvent.

### Première ligne
- Rochelle Clark (4 matchs, 3 titularisations, 2 essais)
- Amy Garnett (5 matchs, 3 titularisations)
- Vanessa Gray (5 matchs, 4 titularisations)
- Vanessa Huxford (4 matchs, 2 titularisations)
- Selena Rudge (4 matchs, 2 titularisations, 1 essai)
- Katy Storie (2 matchs, 1 titularisation)

### Deuxième ligne
- Jenny Lyne (5 matchs, 3 titularisations)
- Jenny Sutton (5 matchs, 4 titularisations)
- Tamara Taylor (5 matchs, 3 titularisations)

### Troisième ligne
- Margaret Alphonsi (5 matchs, 3 titularisations)
- Shannon Baker (2 matchs, 2 titularisations)
- Helen Clayton (5 matchs, 2 titularisations, 1 essai)
- Catherine Spencer (4 matchs, 4 titularisations)
- Georgia Stevens (4 matchs, 4 titularisations)

### Demi de mêlée
- Amy Turner (4 matchs, 1 titularisation)
- Joanne Yapp (5 matchs, 4 titularisations, 4 fois capitaine, 1 essai)

### Demi d'ouverture
- Karen Andrew (4 matchs, 4 titularisations, 3 transformations, 3 pénalités)
- Shelley Rae (5 matchs, 1 titularisation, 1 essai, 10 transformations, 2 pénalités)

### Trois-quarts centre
- Rachel Burford (2 matchs, 2 titularisations, 1 essai)
- Sue Day (5 matchs, 4 titularisations, 6 essais)
- Kim Oliver (3 matchs, 3 titularisations, 1 essai)
- Michaela Staniford (3 matchs, 2 titularisations)

### Trois-quarts aile
- Nicky Crawford (3 matchs, 3 titularisations, 2 essais)
- Kim Shaylor (4 matchs, 4 titularisations, 1 essai)
- Danielle Waterman (3 matchs, 2 titularisations, 2 essais)

### Arrière
- Charlotte Barras (5 matchs, 5 titularisations, 3 essais)